# Emblas hemlighet
Emblas hemlighet är en svensk TV-serie i genren ungdomsthriller, i regi av Jan Persson och Lotta Beving och med manus av Niclas Ekström, som hade premiär i 2006 års sommarlovsprogram Hej hej sommar i Sveriges Television, och sändes därefter i repris för första gången under årsskiftet 2007/2008, då sommarlovsserien på 32 avsnitt klippts om till en något kortare serie på 10 avsnitt med längre avsnitt. Musiken komponerades av Klas Backman.

## Handling
Syskonen Viktor, 15, och Minda, 17, som bor i Solberga by i Skåne, har precis slutat skolan med mycket bra betyg och fått sommarlov. Minda ska åka till Brighton för att studera engelska och Viktor till ett läger för unga forskare, men deras resor ställs in då deras föräldrar kidnappas och de måste bo hos sin moster Marit på hennes segelfartyg Embla (i verkligheten Klara Marie).
Marit söker efter en skatt, Mjölner (Tors hammare), vilken kidnapparna, ett gäng vid namn Dirty Herrings, också letar efter. Marit har hittat en kista innehållande en dagbok där skeppsgossen, som skrivit dagboken, skrivit att han skrev tre brev eftersom han hade tre bröder och dagboken och breven ger ledtrådar till skattens gömställe. Minda, Viktor och Marit kämpar hela sommaren för att få hammaren och föräldrarna.

## Rollista (urval)
- Ida Linnertorp – Minda
- Karl Linnertorp – Viktor
- Petra Brylander – Marit
- Isidor Torkar – Jean-Claude, kock på Embla
- Robert Jelinek – Roger, chef för Dirty Herrings
- Hans-Christian Thulin – Snoken, medlem i Dirty Herrings
- Ludvig Fahlstedt – polischef

## Produktion
Serien spelades in under våren 2006 i Växjö, byn Mölle utanför Höganäs, och arbetslivsmuseet Huseby. Båten Embla heter i verkligheten Klara Marie och låg förankrad i Skillinge.

## Utgivning
Serien utgavs 2007 på DVD av Pan Vision.

### Fotnoter
1. 1 2  Björnulfson, Jenny (26 maj 2006). ”Från charkdisken till huvudrollen”. gp.se. https://www.gp.se/1.1148316. Läst 20 april 2023.
2. ↑  Spektra (3 maj 2006). ”Nic leder sommarprogram i SVT”. Svenska Dagbladet. ISSN 1101-2412. https://www.svd.se/nic-leder-sommarprogram-i-svt. Läst 14 augusti 2020.
3. ↑  ”Svensk mediedatabas (SMDB)”. smdb.kb.se. https://smdb.kb.se/catalog/search?q=%22Emblas+hemlighet%22&sort=OLDEST. Läst 20 april 2023.
4. ↑  Hägred, Per (5 april 2018). ”You Tube–fenomen startade i Växjö – 25 000 har sett hans föreställning”. Smålandsposten. https://www.smp.se/noje/you-tube-fenomen-startade-i-vaxjo/. Läst 20 april 2023.
5. ↑  ”Mölle – en lisa för själen | Vikenfesten.se”. https://vikenfesten.se/molle-en-lisa-for-sjalen/. Läst 20 april 2023.
6. ↑  ”Skumma typer på Huseby i årets sommarlovsmorgon”. SeniorNet Växjö. 25 februari 2006. https://seniornetvaxjo.se/Filer/Arkiv/2006/Embla/husebysvt.pdf. Läst 20 april 2023.
7. ↑  ”Pirater härjar på Klara Marie » Skonerten Klara Marie”. 12 augusti 2011. https://klaramarie.se/pirater-harjar-pa-klara-marie/. Läst 20 april 2023.
8. ↑  ”Emblas hemlighet | Svensk mediedatabas (SMDB)”. smdb.kb.se. https://smdb.kb.se/catalog/id/002089800. Läst 20 april 2023.